# Bonnierella linearis
Bonnierella linearis is een vlokreeftensoort uit de familie van de Ischyroceridae. De wetenschappelijke naam van de soort is voor het eerst geldig gepubliceerd in 1964 door J.L. Barnard.